# 홍창의
홍창의(洪彰義, 1923년 출생 -)은 대한민국의 의사, 교육자, 서울대학교 명예교수이다.

## 학력
- 1943 ~ 1945 일본 교토 대학 의학부
- 1947 서울대학교 의과대학 졸업
- 1962 서울대학교 대학원 의과대학 소아과학교실 의학박사

## 주요경력
- 1966 ~ 1988 서울대학교 의과대학 소아과 교수
- 1972 ~ 1974 대한혈액학회 회장
- 1980 ~ 1982 서울대학교병원 병원장
- 1982 ~ 1984 서울대학교 보건대학원장
- 1999 ~ 2002 인도주의실천의사협의회 초대 이사장

## 생애 및 업적
소아심장질환, 소아백혈병 등 소아 질환으로 한국 소아과 발전을 이끔
1947년 서울대학교 의과대학을 1회로 졸업하고 서울대병원에서 환자들을 진료해왔다. 1955년부터 2년간 미국 미네소타 대학교 소아과에서 연수하면서 소아혈액·소아심장질환 진단법 연구를 수행했다.

### 소아심장질환 치료 개발
한국 최초로 소아 백혈병환자를 치료했으며, 처음으로 심도자술(cardiac catheterization)을 시행했다. 1959년에는 심실중격결손(ventricular septal defect, VSD) 및 비청색증형 폐동맥협착(pulmonary stenosis, PS)이 있는 8세 남아를 진단하여 한국 최초로 개심술(open heart surgery)을 시행하도록 했다. 소아과 진단 및 치료와 관련된 여러 논문을 통해 소아심장학과 혈액학 뿐 아니라 소아과 진료 영역 전체에 걸친 발전을 이뤘다. 특히 1992년 발표한 “한국 소아에서 다카야스 동맥염”에 대한 논문은 70사례에 이르는 많은 환자들을 조사하여 보고한 결과로 국제적인 주목을 받았다.

### 소아학 교과서 집필
1970년 이후 '소아과 진료', '소아과학', '소아 심전도 해설', '소아 심에코도 해설', '소아과 아틀라스' 등을 집필했으며, 2001년에 '소아의 수액요법'을 펴냈다. 특히 '소아과 진료'(2003년 9판 발행)와 '소아과학'(2004년 7판 발행)은 소아의 전반적인 질환에 대한 이해와 진단 및 치료에 대해서 폭넓게 다루고 있으며, 현재까지도 소아과 진료 지침서와 소아과 교과서로 사용되고 있다. 이 책들은 평양의학대학의 소아병동에도 비치돼 있어 북쪽의 의사들도 보고 있다. '소아과 진료'는 2018년 영어로 옮기고, 다시 라오스어로 번역되어 출판되었는데, 이는 라오스에서 간행된 첫 번째 소아과 교재였다.

### 가정의학분야 발전
1979년에서 1982년까지 서울대병원 진료 부원장, 원장을 차례로 역임했다. 1979년 서울대병원에 가정의학과를 설립하고, 연수교육을 받은 의사들을 중심으로 가정의학회를 만들어 가정의학 분야의 발전을 도모했다. 또한 서울대병원장으로 재직하던 1980년 병원 장기발전위원회에서 어린이병원을 새로 지을 것을 제안하고 추진하여 1985년 서울대병원에 국내 최초의 어린이병원이 세워졌다. 정년퇴직 이후 대북 지원단체인 남북어린이어깨동무에 이사로 참여하면서 2004년 평양 어깨동무 어린이병원 건립을 이끌어냈다.
1958년 대한혈액학회의 창립 발기인으로 참여하고 1972년 회장직을 맡았으며, 이후 대한소아과학회, 대한가정의학회, 대한의공학회, 대한순환기학회, 한국소아심장연구회, Asian Society of Pediatric Cardiology 등 다수 학회의 회장을 역임했다. 한국의 발전된 심장 수술적 치료 기술을 널리 알리려고 노력했으며, 제3세계 소아심장질환 환자를 한국으로 초빙해 치료를 받게 함으로써 국가적 위상을 높였다.
1987년 민주화운동에 뛰어들었던 의사들이 결성한 인도주의실천의사협의회 초대 이사장을 맡았다. 항상 “의사는 아픈 사람들이 있다면 그 누구든 어디에 있든 달려가야 하고 그들의 처지에서 치료를 해야 한다”는 믿음을 평생 가르치고 실천해왔다.

## 상훈
- 1967 대한민국 문교부 장관 표창
- 1988 대한민국의 훈장 모란장

## 참고자료
대한민국 과학기술유공자 홈페이지 
우리나라 소아심장학의 태두 홍창의 박사 